# Dvd-speler

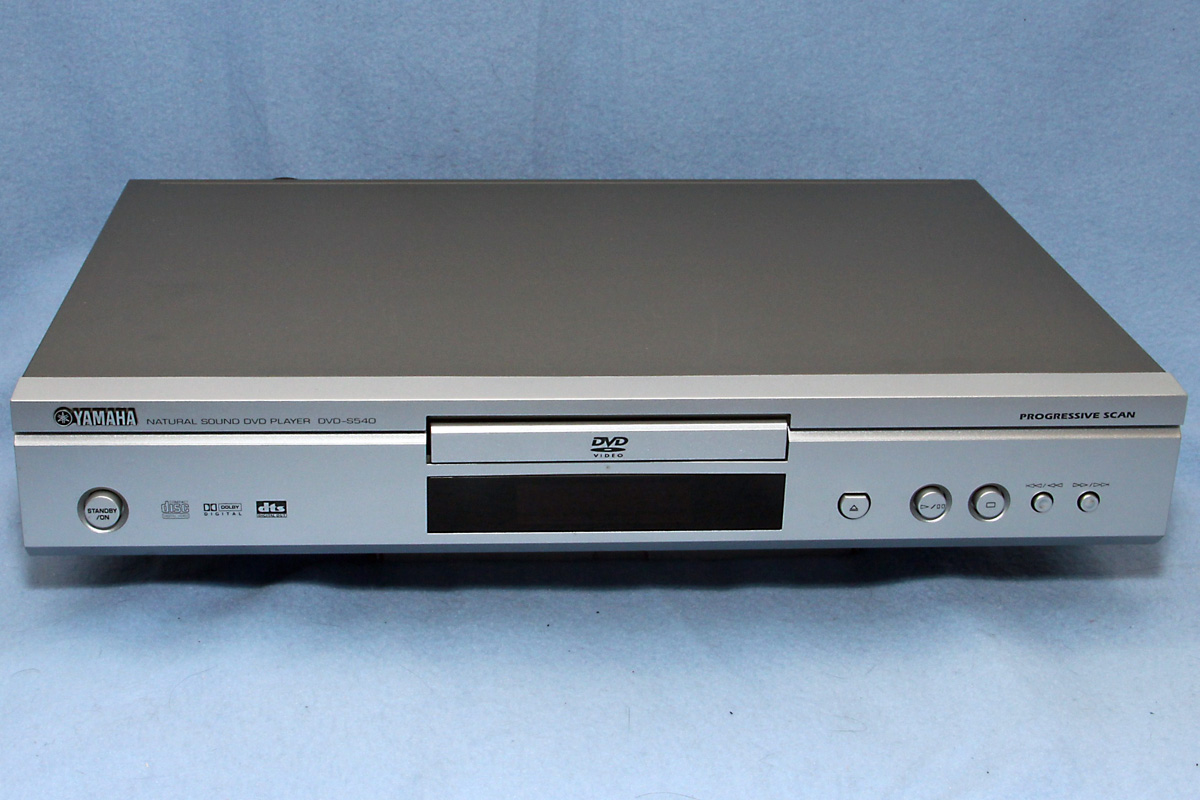
Dvd-speler

Een dvd-speler is een apparaat voor het afspelen van dvd's waarop beeld en/of muziek in digitale vorm is opgeslagen.

## Gegevens
De meeste spelers moeten op een televisie worden aangesloten, maar er zijn er ook die een eigen lcd-scherm hebben, de zogenaamde draagbare dvd-spelers. Van de Nederlandse huishoudens had in 2006 78 procent een dvd-speler. In de Verenigde Staten is dat percentage 81%, terwijl dat in 1999 nog geen 7% was.
De meeste dvd-spelers worden in China gefabriceerd. In China zelf wordt een alternatieve standaard voor dvd's gebruikt om de licentierechten van rond de $20 te omzeilen.

## Functies
Een dvd-speler moet ten minste de volgende functies kunnen uitvoeren:
- Een dvd in UDF versie 2-formaat kunnen lezen.
- Indien nodig, de versleutelde data met óf CSS, óf Macrovision kunnen verwerken.
- De MPEG-2-datastroom met een snelheid van 10 Mbit/s (piek) of 8 Mbit/s (continu) kunnen decoderen.
- Geluid in het MP2-, PCM- of AC3-formaat decoderen en indien nodig AC3 naar stereo converteren.
- Het CVBS-signaal voor de televisie genereren (SCART of Cinch).
  - Sommige spelers hebben geen CVBS-uitvoer maar HDMI.

## Mogelijkheden
Dvd's werken met optische gegevens. Een dvd-speler werkt dus door middel van een laser die op korte golflengte daarvanaf staat en zo de gegevens kan lezen. Veel dvd-spelers genereren ook een RGB-signaal en/of een YPbCr-signaal, wat een betere beeldkwaliteit geeft.
Elke dvd-speler geeft stereogeluid, dus twee kanalen. Op de achterkant vindt men dan een scart-uitgang en/of twee tulpstekker-uitgangen (meestal rood en wit). Veel dvd-schijven bevatten echter films met 5.1- of 7.1-geluid (surround sound), voor vijf of zeven tweeters en een subwoofer. Om dat te kunnen beluisteren heeft de dvd-speler meer audio-uitgangen nodig. Een dvd-speler met Cinch-uitgangen voor surround sound is tamelijk zeldzaam. Vaker is er een enkele Cinch-uitgang waarop alle kanalen gemultiplext zijn (dit wordt coaxiaal genoemd, hoewel elke Cinch-verbinding coaxiaal is) of een optische uitgang. Steeds is een versterker nodig met een soortgelijke ingang. Twee veelgebruikte meerkanaals-systemen zijn Dolby Digital en DTS.
De huidige generatie dvd-spelers kan vaak ook mp3-cd's en cd's met fotobestanden afspelen. Ook de mogelijkheid tot het afspelen van AVI-films in het DivX-formaat komt geregeld voor.

## Computer
Op een computer met een dvd-station kan met bepaalde software ook naar dvd-films gekeken worden. De software regelt dan het decoderen van de data op de dvd. Veel geluidskaarten hebben een 5.1-uitgang, bestaande uit drie klinken.